# John Rae (economista)
John Rae (1796–1872) foi uma economista escocês, que viveu principalmente no Canadá. Em 1834, ele publicou Some New Principles on the Subject of Political Economy Exposing the Fallacies of Free Trade and Some Other Doctrines Maintained in the “Wealth of Nations”, onde ele ataca a doutrina do livre comércio e defende a ideia de proteger as industrias emergentes.
Ele é o autor em 1848 de uma das primeiras teorias de desenvolvimento econômico. Ele influenciou John Stuart Mill e Joseph Schumpeter.
A Associação de economia do Canadá distribui a cada dois anos o Prêmio John Rae, que recompensa a melhor pesquisa de um economista canadense realizada nos cinco anos precedentes.